# An Mỹ (Quảng Nam)
An Mỹ is een phường van Tam Kỳ, de hoofdstad van de provincie Quảng Nam.

## Onderwijs
In An Mỹ staat de Universiteit van Quảng Nam.